# ATC D – Bőrgyógyászati készítmények
Az ATC D – Bőrgyógyászati készítmények a gyógyszerek anatómiai, gyógyászati és kémiai osztályozási rendszerének (ATC) egyik fő csoportja.
| ATC D   | Bőrgyógyászati készítmények                                              |
| ------- | ------------------------------------------------------------------------ |
| ATC D01 | Gombás fertőzések elleni bőrgyógyászati szerek                           |
| ATC D02 | Bőrlágyító- és védőanyagok                                               |
| ATC D03 | Sebek és fekélyek kezelésére használt készítmények                       |
| ATC D04 | Viszketés elleni szerek, beleértve: antihisztaminok, érzéstelenítők stb. |
| ATC D05 | Pszoriázis elleni szerek                                                 |
| ATC D06 | Antibiotikumok és kemoterapeutikumok bőrgyógyászati használatra          |
| ATC D07 | Kortikoszteroidok, bőrgyógyászati készítmények                           |
| ATC D08 | Antiszeptikumok és fertőtlenítők                                         |
| ATC D09 | Gyógyászati kötszerek                                                    |
| ATC D10 | Acne elleni készítmények                                                 |
| ATC D11 | Egyéb bőrgyógyászati készítmények                                        |